# Gary Player Country Club
De Gary Player Country Club is een countryclub in Sun City, Zuid-Afrika en wordt genoemd naar de golficoon Gary Player. 
De lengte van de golfbaan is meer dan 7000 m en is hiermee een van de langste golfbaan ter wereld.
Jaarlijks, in december, wordt er de "Million Dollar Challenge" georganiseerd door Gary Player en het behoort bij een van het werelds rijkste golftoernooi.

## Golftoernooien
- Nedbank Golf Challenge: 1981-heden
- Dimension Data Pro-Am: 1996 - 2009
- Nashua Golf Challenge: 2007-2011

## Trivia
- In 2002 had de Zuid-Afrikaan Ernie Els 63 slagen nodig voor 18 holes en vestigde hiermee een baanrecord. In 2008 evenaarde de Zweed Henrik Stenson het record.